# Mr Inbetween
Mr Inbetween est une série télévisée australienne en 26 épisodes d'environ 25 minutes créée et écrite par Scott Ryan, diffusée aux États-Unis à partir du 25 septembre 2018 sur FX, en simultané sur FX Canada, et en Australie à partir du 1er octobre 2018 sur Fox Showcase.
La série est diffusée sur Disney+ Suisse depuis le 20 octobre 2021 et en France dès le 24 novembre 2021 sur Star accessible via le service Disney+.

## Synopsis
Ray Shoesmith est un tueur à gage pince-sans-rire qui doit naviguer entre son business criminel, ses responsabilités parentales, ses amitiés et une romance naissante.

## Distribution

### Acteurs principaux
- Scott Ryan (VF : Boris Rehlinger) : Ray Shoesmith
- Justin Rosniak (en) (VF : Laurent Gris) : Gary, meilleur ami de Ray
- Brooke Satchwell (en) (VF : Audrey Sourdive) : Ally, petite amie de Ray
- Nicholas Cassim (VF : Yann Guillemot) : Bruce, frère de Ray
- Chika Yasumura (VF : Clara Soares) : Brittany, fille de Ray
- Damon Herriman (VF : Bruno Choël) : Freddy, patron de Ray

### Acteurs récurrents
- Natalie Tran (VF : Geneviève Doang) : Jacinta, ex-femme de Ray
- Matt Nable (VF : Olivier Cordina) : Dave, ami de Ray
- Lizzie Schebesta  (VF : Aurore Bonjour) : Tatiana, épouse de Gary

#### à partir de la saison 1
- David Michôd (VF : Jérémy Bardeau) : Peter (saisons 1-2)
- Jackson Tozer (VF : Maxime Hoareau) : Vasilli (saison 1)
- Firass Dirani (VF : Paolo Domingo) : Davros (saison 1)
- Edmund Lembke-Hogan (VF : Arnaud Laurent) : Nick (saison 1)
- Kriv Stenders (VF : Jean-Luc Atlan) : Terry
- Scott Harrison (VF : Igor Chometowski) : Carlo
- Dorian Nkono (VF : Arthur Khong) : Bobby
- Greg Hatton : Steve

#### à partir de la saison 2
- Kenny Graham : Bill Shoesmith, père de Ray (saisons 2-3)
- Rose Riley : Michele (saisons 2-3)
- Eddie Baroo : Kevin (saison 2)
- Josh McConville : Alex (saison 2)
- Kieran Darcy-Smith : Vinnie Williams (saison 2)
- Ben Oxenbould : Dirk (saison 2)
- Mirrah Foulkes : Kate Hall (saison 2)

#### saison 3
- Jeremy Sims : Rafael
- Sam Cotton : Adam Kelsey
- Jackson Heywood : Matty
- Tessa de Josselin : Karen
- Bryn Chapman Parish : James
- Brad McMurray : Cullen
- Emily Barclay : Zoe

### Acteurs ponctuels

#### Saison 1
- Aaron Glenane (VF : Gauthier Battoue) : Matt (S1E01)
- … (VF : Julien Allouf) : H Podcast (S1E01), TV Host (S1E02)
- Josh Quong Tart (VF : Cyrille Monge) : Luke Henson (S1E02)
- … (VF : Fouzia Youssef) : Femme sur la vidéo (S1E04)
- Ben McIvor (VF : Adrien Solis) : Scon (S1E06)
- Benedict Hardie (VF : Jonathan Dos Santos) : Lefty (S1E06)
- Alan Flower (VF : Frédéric Souterelle) : Bernie (S1E06)
- Steve Morris (VF : Julien Meunier) : Johnny (S1E06)

### Doublage
- Studio de doublage : Titrafilm
- Directeur artistique : Fouzia Youssef
- Adaptateur : François Dorothé, Stéphane Lévine, Jules Drouaud
- Mixage : Elio Molin

## Épisodes

### Première saison (2018)
1. The Pee Pee Guy
2. Unicorns Know Everybody's Name
3. Captain Obvious
4. On Behalf of Society
5. Hard Worker
6. Your Mum's Got a Strongbox

### Deuxième saison (2019)
La deuxième saison est diffusée sur FX à partir du 12 septembre 2019.
1. Shoulda Tapped
2. Don't Be a Dickhead
3. I Came from Your Balls?
4. Monsters
5. Can't Save You
6. Let Me Stop You There
7. Watch Out for Snakes
8. See You in Your Dreams
9. Socks Are Important
10. Nice Face
11. There Rust, and Let Me Die

### Troisième saison (2021)
La troisième et dernière saison est diffusée sur FX à partir du 25 mai 2021.
1. Coulda Shoulda
2. Champ
3. All I Ever Wanted
4. Cut the Crap Princess
5. Before I Went to War
6. Ray Who?
7. I'm Your Girl
8. I'll See You Soon
9. I'm Not Leaving